# Santo Domingo, Costa Rica
Santo Domingo är en ort i Costa Rica.   Den ligger i provinsen Heredia, i den centrala delen av landet, 16 km nordväst om huvudstaden San José. Santo Domingo ligger 1 327 meter över havet och antalet invånare är 5 745.
Terrängen runt Santo Domingo är kuperad åt sydväst, men åt nordost är den bergig. Runt Santo Domingo är det tätbefolkat, med 709 invånare per kvadratkilometer. Närmaste större samhälle är San José, 16,5 km sydost om Santo Domingo. I omgivningarna runt Santo Domingo växer i huvudsak städsegrön lövskog.